# Шерды-Мохк
Шерды-Мохк (чечен. Ширда, Ширдий-Мохк) — село в Веденском районе Чеченской Республики. Входит в состав Курчалинского сельского поселения.

## География

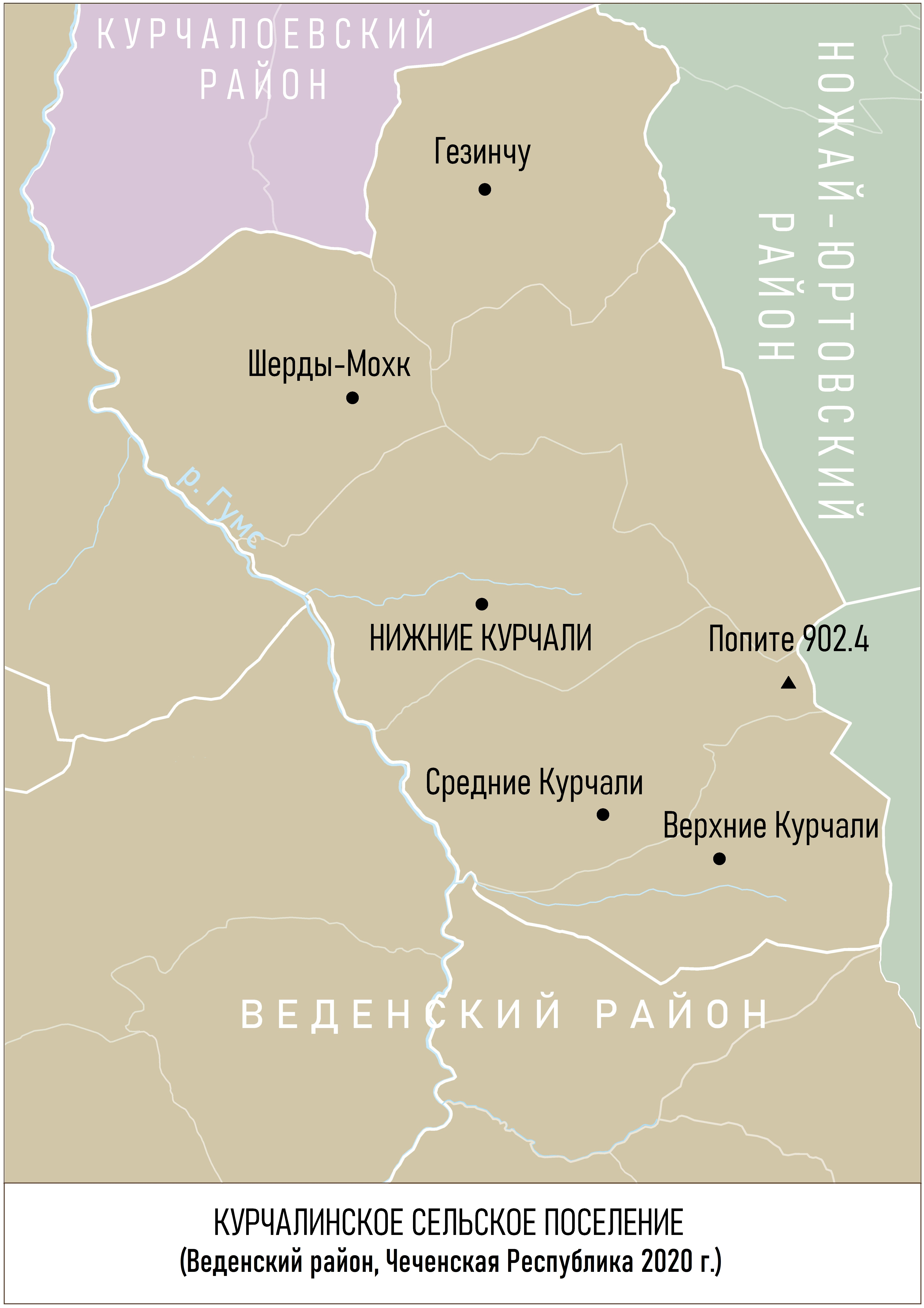

Село расположено на правом берегу реки Гумс, в 40 км к северо-востоку от районного центра Ведено.
Ближайшие населённые пункты: на севере — село Эникали, на северо-востоке — село Гезинчу, на северо-западе — село Гуни, на юге — село Нижние Курчали, на юго-западе — село Меседой, на востоке — село Бас-Гордали.

## История
Ширдий — чеченский тайп, представлен сёлами Ширди-Мохк, Герменчук, Мескер-Ойла, Хамбий-Ирзи, Шалажа, Цоци-Юрт, Азамат-Юрт, Хамад-Юрт и Ширдий-Ойла последние два из перечисленных сел были сожжены царскими войсками. В основу названия ширди, возможно, легло чеченское слово «ширдолг», что в переводе означает — «праща для метания каменных ядер». Если это так, то ширди были «воинами, вооруженные пращами». Есть и другая версия, на калмыцком языке «ширди» означает — «люди, одетые в стеганый войлок (бурки)».
В 1944 году после депортации чеченцев и ингушей, и упразднения Чечено-Ингушской АССР, селение Шерды-Мохк было переименовано в Первомайск и заселён выходцами из соседнего Дагестана.
После восстановления Чечено-Ингушской АССР, населённому пункту было возвращено его прежнее название Шерды-Мохк.

## Население
| 1990 | 2002 | 2010 |
| ---- | ---- | ---- |
| 275  | ↘0   | ↗54  |